# Comuna de Kulesze Kościelne
Kulesze Kościelne (polaco: Gmina Kulesze Kościelne) é uma gminy (comuna) na Polónia, na voivodia de Podláquia e no condado de Wysokomazowiecki. A sede do condado é a cidade de Kulesze Kościelne.
De acordo com os censos de 2004, a comuna tem 3405 habitantes, com uma densidade 29,5 hab/km².

## Área
Estende-se por uma área de 115,45 km², incluindo:
- área agrícola: 67%
- área florestal: 27%

## Demografia
Dados de 30 de Junho 2004:
|                      | Total   | Total | Mulheres | Mulheres | Homens  | Homens |
| -------------------- | ------- | ----- | -------- | -------- | ------- | ------ |
|                      | pessoas | %     | pessoas  | %        | pessoas | %      |
| População            | 3405    | 100   | 1676     | 49,2     | 1729    | 50,8   |
| Densidade (pop./km²) | 29,5    | 100   | 14,5     | 14,5     | 15      | 15     |

De acordo com dados de 2002, o rendimento médio per capita ascendia a 1424,55 zł.

## Comunas vizinhas
- Kobylin-Borzymy, Kołaki Kościelne, Rutki, Sokoły, Wysokie Mazowieckie